# Sinan Şamil Sam
Sinan Şamil Sam (Frankfurt, 23 de junio de 1974 – Estambul, 30 de octubre de 2015) fue un boxeador profesional turco. Como púgil profesional, Sam ganó el Campeonato Europeo del EBU, del Consejo Mundial de Boxeo y el del Mediterraneo WBC en la categoría de pesos pesados. Según sus ex gerentes, Sam murió a causa de una insuficiencia hepática y renal.

## Palmarés internacional
| Representando a Alemania      |                          |                   |                  |
| Campeonato Mundial Aficionado |                          |                   |                  |
| Año                           | Lugar                    | Medalla           | Categoría        |
| 1995                          | Berlín (Alemania)        | Medalla de bronce | Peso pesado      |
| 1999                          | Houston (Estados Unidos) | Medalla de oro    | Peso superpesado |
| Campeonato Europeo            |                          |                   |                  |
| Año                           | Lugar                    | Medalla           | Categoría        |
| 1993                          | Bursa (Turquía)          | Medalla de plata  | Peso mediopesado |
| 1998                          | Minsk (Bielorrusia)      | Medalla de bronce | Peso superpesado |

- Datos: Q964125